# Nicky Travis
Nicolas Vaughan „Nicky“ Travis (* 12. März 1987 in Sheffield) ist ein ehemaliger englischer Fußballspieler.

## Karriere
Travis begann seine Karriere an der Jugendakademie von Sheffield United, schaffte anschließend aber nicht den Sprung in die Profimannschaft. Im August 2007 lieh der Viertligist FC Chesterfield Travis für ein halbes Jahr aus, die Leihaktion endete nach zwei Einsätzen und einer Knieverletzung aber bereits im Oktober. Mit dem Ablauf seines Vertrages bei United im Sommer 2009, wechselte er ablösefrei zum australischen Klub Central Coast Mariners, der mit Sheffield eine Partnerschaft unterhält. Travis kam im Saisonverlauf unter Trainer Lawrie McKinna zu 20 Einsätzen in der A-League und erzielte drei Tore, als die Mariners die Saison auf dem achten Tabellenplatz beendeten und damit die Play-offs verpassten. Am Saisonende verließ der Mittelfeldakteur die Mariners wieder. 
Nach seiner Zeit bei den Mariners absolvierte er im Oktober 2010 ein Probetraining beim italienischen Drittligisten US Siracusa. 2011 spielte Travis noch nochmals kurzzeitig in Australien für Heidelberg United in der Victorian Premier League und absolvierte ein Probetraining beim neuseeländischen A-League-Klub Wellington Phoenix. In der Folge soll er einige Jahre in Italien bei Siracusa Calcio gespielt haben. Im März 2014 wurde er als Neuzugang bei Worksop Town vorgestellt. Im Juli 2014 schloss er sich Handsworth Parramore in der Northern Counties East Football League an, bei denen mit Alan Quinn und Warren Burrell weitere Ex-Profis unter Vertrag standen. Nach sieben Ligatoren für Handsworth, zog Travis Ende März 2015 zu Matlock Town in die Northern Premier League weiter. Im Dezember 2016 schloss er sich AFC Shaw Lane an, bereits einen Monat später wechselte er zum FC Buxton.